# Deschampsia venustula
Deschampsia venustula är en gräsart som beskrevs av Parodi. Deschampsia venustula ingår i släktet tåtlar, och familjen gräs. Inga underarter finns listade i Catalogue of Life.